# Liste der Brunnen, Denkmäler und Skulpturen in Zgorzelec

Zgorzelecer Stadtwappen

Die Liste der Brunnen, Denkmäler und Skulpturen in Zgorzelec beinhaltet die Denkmale, Skulpturen und Brunnenanlagen auf dem Stadtgebiet der westpolnischen Stadt Zgorzelec. Sie führt die öffentlich zugänglichen Brunnenanlagen, Denkmale und Skulpturen auf dem gesamten Stadtgebiet auf. Als Denkmale und Skulpturen im Sinne der Liste gelten Denkmale, Kunstwerke, Statuen, Standbilder, Ehrenmale, Gedenktafeln, Skulpturen und Plastiken, die sich im öffentlich zugänglichen Raum befinden. Die Liste enthält keine Gebäude, die als Denkmal eingestuft sind. Diese befinden sich in der Liste der Kulturdenkmäler in Zgorzelec.
Die Stadt Zgorzelec entstand nach dem Ende des Zweiten Weltkrieges aus den östlich der Lausitzer Neiße gelegenen Stadtteilen der deutschen Stadt Görlitz. Seit 1998 präsentieren sich Zgorzelec und Görlitz als eine gemeinsame Europastadt. In der folgenden Liste sind auch Denkmale enthalten, die vor 1945 während der Zugehörigkeit der Gebiete zur Stadt Görlitz entstanden.

## Hinweise zu den Angaben in den Tabellen
- Die Spalte Name enthält die Bezeichnung des Brunnens, Denkmals oder der Skulptur. Sie ist sortierbar.
- Als Standort ist der aktuelle Aufstellungsort angegeben. Es sind in der Regel Straßen- oder Platznamen angegeben. Zu Orientierung dienen aber auch markante Bezugspunkte. Die Spalte ist sortierbar.
- In der Spalte Beschreibung und Anmerkungen zur Geschichte sind eine Umschreibung, gegebenenfalls auch das Material und Angaben zu Geschichte angegeben.
- In der Spalte Künstler ist, falls bekannt, der Künstler genannt, der den Brunnen, das Denkmal oder die Skulptur schuf. Die Spalte ist nach den Nachnamen sortierbar.
- In den Spalten Jahr der Aufstellung wird, falls bekannt, das Jahr der ersten Aufstellung bzw. der Errichtung bzw. der Entfernung genannt. Die Spalte ist sortierbar.

## Liste der Brunnen, Denkmale und Skulpturen
| Name                                                 | Standort | Beschreibung und Anmerkungen zur Geschichte | Künstler                 | Jahr der Aufstellung | Bild                                                 |
| ---------------------------------------------------- | --- | --- | ------------------------ | -------------------- | ---------------------------------------------------- |
| Denkmal für das 1. Schlesische Jäger-Bataillon Nr. 5 | Park Ujazdowski (Standort) | Das Denkmal für das 1. Schlesische Jäger-Bataillon Nr. 5, das zwischen 1830 und 1887 in Görlitz stationiert war, befindet sich heute in der polnischen Nachbarstadt Zgorzelec. Die Inschrift auf dem Stein lautet: „Dieses Denkmal setzten ihren verunglückten Kameraden die Mitglieder des Kgl. Preus. 5. Jäger-Bataillon 1852 Erneuert vom Verein ehem. Jäger u. Schützen Görlitz 1932“. |                          | 1852                 | Denkmal für das 1. Schlesische Jäger-Bataillon Nr. 5 |
| Jakob-Böhme-Denkmal                                  | (Standort) | Am 2. November 2011 wurde das Denkmal an der Kreuzung ulica Stefana Okrzei / ulica Bohaterów Getta für einen der bekanntesten Görlitzer – Jakob Böhme – enthüllt. Das Denkmal zeigt ein Paar Schuhe, die einen aufgeklappten Buchdeckel stützen. Das Paar Schuhe symbolisiert seinen Beruf des Schuhmachers und das Buch steht für seine Veröffentlichungen auf dem Bereich der Mystik, Philosophie und der christlichen Theosophie. Am 8. August 2020 wurde das Denkmal im Zuge der Revitalisierung der ulica Bohaterów Getta wurde das Denkmale in die Nähe von Jakob Böhmes Wohnhaus in der Neißevorstadt versetzt. |                          | 2011                 | Jakob-Böhme-Denkmal                                  |
| Gedenktafel Jakob Böhme                              | Ulica Ignacego Daszyńskiego 12 (Standort)                                                                                       | Die Gedenktfal mit der Aufschrift „In diesem Hause wohnte Jakob Böhme von 1599 bis 1610“ erinnert an den Görlitzer Philosophen Jakob Böhme. |                          | 1924                 | Gedenktafel Jakob Böhme am Jakob-Böhme-Haus          |
| Jakob-Böhme-Plastik                                  | Ulica Bohaterów Getta, am westlichen Ende im Kreisverkehr (Standort)                                                            | Die Plastik entstand im Rahmen der Umgestaltung der Ulica Bohaterów Getta in der Mitte des Kreisverkehrs am westlichen Ende der Straße. Sie symbolisiert Das Auge der Ewigkeit von Jakob Böhme. |                          |                      |                                                      |
| Europastadtdenkmal                                   | Skwer im. Ks. Jerzego Popiełuszki (Standort)                                                                                    | Der Findling aus der Nähe von Węgliniec befindet sich im Park an der einstigen Oberlausitzer Ruhmeshalle. Der Stein trägt eine Metallplatte, deren Inschrift an die Proklamation der deutsch-polnischen Europastadt Görlitz/Zgorzelec am 5. Mai 1998 erinnert. |                          |                      | Europastadtdenkmal                                   |
| Gedenkstein für 60 Jahre Griechen in Polen           | Bulwar Grecki (Standort) | Der Gedenkstein erinnert an die Griechen, die vor dem griechischen Bürgerkrieg Ende der 1940er Jahre nach Polen kamen. Im Jahr 2008 jährte sich die Ankunft der Griechen zum 60. mal. Ihnen wurde zum Gedenken am Bulwar Grecki (deutsch: Griechischer Boulevard) am 12. September 2008 ein Gedenkstein gesetzt. |                          | 2008                 | Gedenkstein für 60 Jahre Griechen in Polen           |
| Papst-Johannes-Paul-II.-Denkmal                      | Ulica Krańcowa (Standort) | Das Bronzedenkmal vor der Kirche św. Jadwigi Śląskiej (Heilige Hedwig von Andechs) wurde am 15. Oktober 2007 enthüllt. | Maksymilian Biskupski    | 2007                 | Papst-Johannes-Paul-II.-Denkmal                      |
| Papst-Johannes-Paul-II.-Gedenktafel                  | Ulica Marszałka Józefa Piłsudkiego, östlicher Brückenkopf der Brücke Papst-Johannes-Paul-II. (Standort)                         | Das Denkmal wurde ein Jahr nach dem Tod im Andenken an Papst Johannes Paul II. an dessen Geburtstag – dem 18. Mai 2006 – enthüllt. Gleichzeitig wurde die Stadtbrücke zwischen Görlitz und Zgorzelec über die Lausitzer Neiße in Brücke Papst Johannes Paul II. umbenannt. |                          | 2006                 | Papst-Johannes-Paul-II.-Gedenktafel                  |
| Milleniumdenkmal                                     | Ulica Armii Krajowej, Kreuzung Ulica Bohaterów II. Armii Wojska Polskiego (Standort)                                            | Das Milleniumdenkmal in Form eines slawischen Kreuzes mit einem eingravierten polnischen Adler samt Krone. Das Werk erinnert an den Wechsel in das neue Jahrtausend. Es wurde am 11. November 2000 enthüllt und befindet sich vor dem Gebäude des Amtsgerichts. | Vahan Bego               | 2000                 | Milleniumdenkmal                                     |
| Denkmal für das Griechenlager                        | Park Paderewskiego (Standort)                                                                                                   | Das Denkmal in Form eines Obelisks erinnert an das Lager für das griechische Armeekorps, das von 1916 bis 1919 in Görlitz interniert war. Auf dem Obelisk befindet sich jeweils eine Tafel in griechischer, polnischer und deutscher Sprache. Auf der deutschsprachigen Tafel ist folgende Inschrift zu lesen: „In den Jahren 1916-1919 befand sich auf den das Gelände umgebenden 28 Hektaren das „griechische Lager“. Hier stationierten etwa 6500 Soldaten des IV. Corps der griechischen Armee. 133 von ihnen sind auf dem Stadtfriedhof in Görlitz begraben.“. |                          | 2016                 | Denkmal für das Griechenlager                        |
| Denkmal für die Opfer der NS-Konzentrationslager     | Ulica Bohaterów II Armii Wojska Polskiego (Standort)                                                                            | Das Denkmal erinnert an die Opfer aller Nationen in den nationalsozialistischen Konzentrationslagern. Auf der Mauer aus Feldsteinen erinnert ein auf dem kopfstehendes rotes Dreieck mit einem schwarzen P an die polnischen Opfer der Konzentrationslager. An den Rändern sind zwei weitere Tafeln mit den jeweiligen Nationen der Opfer angebracht. |                          |                      | Denkmal für die Opfer der NS-Konzentrationslager     |
| Piastenadler                                         | Ulica Bohaterów II. Armii Wojska Polskiego (Standort)                                                                           | Der Piastenadler erinnert an die gefallenen Soldaten der II. Polnischen Armee am Soldatenfriedhof. Das Denkmal des Piastenadlers von Józef Potępa von der Akademie der Künste in Kraków in der Bohaterów II Armii Wojska Polskiego Straße wurde am 6. Mai 1978 enthüllt. Der Adler sitzt auf einer Grenzsäule und blickt stolz in Richtung Westen. Er überragt den Friedhof, auf dem 3420 polnische Soldaten ruhen, die bei der Offensive im Frühjahr 1945 von Lausitzer Neiße in Richtung Dresden und Tschechien ums Leben kamen. Grunwaldkreuze aus Beton kennzeichnen die Gräber der polnischen Soldaten und Offiziere. | Józef Potępa             | 1978                 | Piastenadler                                         |
| Postmeilensäule                                      | Plac Pocztowy (Standort) | Die Postmeilensäule wurde 1826 von der Straße vor dem Töpferberg auf den Berg umgesetzt. Ursprünglich trug die Säule die Entfernungsangaben in Wegstunden. Nach 1815 wurden die Angaben in Preußische Meilen geändert. Die Säule wurde 1945 schwer beschädigt und die Überreste später abgebaut. Zwei Reststücke der originalen Postmeilensäule befinden sich heute im Post- und Fernmeldemuseum in Breslau. Im August 2000 regte die Forschergruppe kursächsische Postmeilensäulen die Wiederaufstellung der Säule bei der Görlitzer Stadtverwaltung an. Am 30. August 2003 wurde eine Kopie der Säule aus schlesischen Sandstein feierlich an ihrem alten Standort auf dem Rabenberg im heutigen Zgorzelec enthüllt. |                          | 1725                 | Postmeilensäule                                      |
| Gedenktafel Franz Scholz                             | Ulica Czachowskiego 7 (Standort)                                                                                                | Franz Scholz war Kuratus in St. Bonifatius und Seelsorger im Kriegsgefangenenlager Stalag VIII A. Im Andenken an ihn wurde am früheren Pfarrhaus von St. Bonifatius eine Gedenktafel angebracht. |                          | 2018                 |                                                      |
| Gedenkstein und Gedenktafel Bartholomäus Scultetus   | Ulica Szkolna, Ulica Przechodnia, Rabenvorwerk (Standort)                                                                       | Der Gedenkstein für den ehemaligen Görlitzer Bürgermeister und Sohn der Stadt – Bartholomäus Scultetus befindet sich am Scultetushof (Rabenvorwerk) im heutigen Zgorzelec. Der Hof gehörte zwischen 1529 und 1566 Martin Schulz – dem Vater von Bartholomäus Scultetus. Bereits in der Topologie des Stadtarchivars Richard Jecht aus den 1930er Jahren wurde der Stein an der Ostseite des Hofes neben einer Gedenktafel für Scultetus aus dem Jahr 1922 an der Westseite des Hofes erwähnt. |                          | 1922                 | Gedenkstein Bartholomäus Scultetus                   |
| Denkmal für die Opfer des Stalag VIII A              | Ulica Luzycka, südlich von Ujazd (bis 1945: Moys) (Standort)                                                                    | Das Denkmal aus Sandstein erinnert an die Gefangenen des Stammlagers (Stalag) VIII A. Das Lager diente während des Zweiten Weltkrieges als Lager für Kriegsgefangene aus zahlreichen Ländern, darunter u. a. aus Frankreich, Polen, Jugoslawien, Belgien, der USA, der Sowjetunion, Italien und England. Zu den wohl bekanntesten Gefangenen zählte der Franzose Olivier Messiaen, der im Lager das Quatuor pour la fin du temps (deutsch: „Quartett für das Ende der Zeit“) komponierte und uraufführte. Nach dem Krieg wurden die Baracken des Gefangenenlagers zwischen 1946 und 1948 abgerissen. Auf der Sandsteinplatte neben dem Denkmal ist folgendes zu lesen: „StaLag VIIIa: Miejsce uświęcone krwią i męczeństwem Jeńców Wojennych koalicji antyhitlerowskiej w czasie II wojny światowej- 22.VII.1976“ (deutsch: „StaLag VIIIa: Ein Ort, der durch das Blut und das Märtyrertum der Kriegsgefangenen der Antihitlerkoalition während des Zweiten Weltkriegs geheiligt wurde – 22.VII.1976.“). Im Jahr 1994 wurde auf Initiative von französischen und polnischen Veteranen eine Marmorplatte am Denkmal mit einer polnischen und französischen Inschrift angebracht (deutsch: „1939 STALAG VIII A 1945 Durch dieses Lager gingen, in ihm lebten und litten zehntausende Kriegsgefangene“). | Tadeusz Dobosz           | 1976                 | Denkmal für die Opfer des Stalag VIII A              |
| Stolpersteine Max, Helene und Eva Goldberg           | Ulica Kościuszki 10 (Standort)                                                                                                  | Am 9. November 2020 wurden die ersten Stolpersteine in Zgorzelec im Andenken Max, Helene und Eva Goldberg verlegt. Der Familie gelang 1939 die Flucht vor den Nationalsozialisten nach England. Kurze Zeit später zog die Familie weiter in die USA, zuerst nach New York und schließlich nach Kalifornien. Max Goldberg arbeitete in Görlitz im Kaufhaus Totschek auf der Steinstraße, seine Frau Helene war Näherin und Hausfrau. Sie wohnten in dem Haus auf der damaligen Courbiérestraße (heute: Ulica Kościuszki 10). | Gunter Demnig            | 2021                 |                                                      |
| WAZE                                                 | Ulica Wrocławska 1 (Standort)                                                                                                   | Das Keramikrelief an der West- und Südseite der Dreiradenmühle trägt den Namen WAZE. Das Name WAZE ist eine Abkürzung für Wyraz Artystyczny Zjednoczonej Europy (dt.: Kunstwerk für ein vereintes Europa). Es wurde am 5. Mai 1998 enthüllt und zeigt eine Frau, die aus dem Boden emporwächst. Sie soll ein Symbol für die Gemeinsamkeit der zwei Nachbarstädte sein. | Vahan Bego, Michał Bulak | 1998                 | Keramikrelief WAZE                                   |
| Zgorzelec-Stele                                      | Ulica Armii Krajowej (Standort 1), Ulica Bolesławiecka (Standort 2), Ulica Henrykowska (Standort 3), Ulica Łużycka (Standort 4) | An den Ortseingängen der bedeutenden Ein- und Ausfallstraßen im Norden, Osten und Süden befinden sich graue Metallstelen, die das Zgorzelecer Wappen und den Schriftzug „Zgorzelec“ tragen. |                          |                      | Zgorzelec Stele                                      |
| Brunnen                                              | Ulica Ignacego Daszyńskiego, Ecke Andrzeja Struga (Standort)                                                                    | Der Trinkwasserbrunnen steht unter Denkmalschutz und gehört somit zu den Kulturdenkmälern der Stadt. Er wurde 2012 grundlegend saniert. |                          |                      | Brunnen                                              |
| Springbrunnen Skwer Popiełuszki                      | Skwer im. Ks. Jerzego Popiełuszki (Standort)                                                                                    | Der Springbrunnen befindet sich inmitten Skwer Popiełuszki gegenüber dem Europastadtdenkmal und wurde im Jahr 2013 mit der Rekonstruktion des historischen Platzes grundlegend saniert. |                          |                      |                                                      |